# Ejército de Dumbledore
El Ejército de Dumbledore (nombre original en inglés: Dumbledore's Army), abreviado comúnmente como E.D. o ED, es una asociación ficticia perteneciente a la serie de obras literarias Harry Potter que escribió la autora británica J. K. Rowling. Se trata de una sociedad estudiantil que tuvo su origen en el Colegio Hogwarts de Magia y Hechicería.
La asociación fue creada a partir de la iniciativa de Hermione Granger como respuesta a la política educativa de la profesora Dolores Umbridge, suma inquisidora del instituto. La inspectora y docente había cambiado el plan de estudio de la asignatura Defensa contra las Artes Oscuras por otro con un enfoque teórico que dejaba a los estudiantes sin preparación para enfrentar los peligros de la Segunda Guerra, razón por la cual se formó esta organización clandestina en la que los alumnos recibían instrucción en magia defensiva.
Los tres fundadores fueron Harry Potter –quien también impartió las lecciones–, la mencionada Hermione Granger y Ron Weasley. A lo largo de su historia, el E.D. atravesó distintas etapas, desde sus inicios en la clandestinidad, pasando por una etapa en que permaneció inactivo, hasta retomar su actividad en la novela que cierra la heptalogía literaria, Las reliquias de la Muerte. En ella, el grupo participó en la defensa y evacuación del colegio junto a la Orden del Fénix y el resto del profesorado.

## Nombre
El nombre de la organización surgió durante su primera sesión de entrenamiento; tras elegir como líder a Harry Potter mediante un procedimiento democrático, Hermione propuso que el grupo adoptase un nombre para fomentar "el espíritu de equipo y la unidad".
Se propusieron diferentes nombres antes de llegar al definitivo, entre ellos: "Liga AntiUmbridge", que fue propuesto por Angelina Johnson; "Grupo contra los tarados del Ministerio de Magia", sugerido por Fred Weasley; y "Entidad de defensa", que según propuso Cho Chang podría abreviarse como "E.D." para referirse a la asociación en la escuela sin hacer explícito su objetivo. Finalmente, Ginny sugirió "Ejército de Dumbledore", conservando así la sigla. La muchacha sugirió nombrar a la entidad con el apellido del director de Hogwarts, ya que el ministro de Magia temía cualquier intento de subversión dirigido por Dumbledore.
Cuando la moción fue aprobada por todos, Hermione colocó en la pared el pergamino donde todos habían firmado.Donde en el libro,se descubre que Hermione,para evitar que alguien delatara la entidad, hechizo al pergamino.  Dicho documento sería utilizado posteriormente por Dolores Umbridge como prueba de la ilegalidad del grupo.

## Sinopsis
Hacia el final de Harry Potter y el cáliz de fuego, Albus Dumbledore y el ministro de Magia Cornelius Fudge sostienen una discusión en torno a la reaparición de lord Voldemort, también conocido como el Señor de las Tinieblas, por los que le temen o respetan. El funcionario deja en claro su negativa a aceptar que el brujo tenebroso seguía con vida y había recuperado sus poderes, por lo cual lleva a cabo acciones para controlar la difusión de lo que él calificó como "rumores infundados".
En Harry Potter y la Orden del Fénix, la nueva profesora de Defensa contra las Artes Oscuras, Dolores Umbridge, elige solo enseñar los principios teóricos básicos de la asignatura en sus clases en vez de la aplicación práctica, debido al miedo de Cornelius Fudge, ministro de Magia, de que Albus Dumbledore esté planeando reunir un ejército estudiantil para derrocarlo. Esta propuesta es muy poco popular entre los estudiantes, especialmente aquellos personajes como Harry, que están en su quinto año y deben pasar sus exámenes TIMO de la asignatura más tarde en el año. Harry también cree que la falta de experiencia práctica los hace más vulnerables a las fuerzas de lord Voldemort, aunque el Ministerio se niega firmemente a aceptar que Voldemort haya regresado. Esto impulsa a Hermione a sugerir la fundación de un grupo estudiantil en el que Harry enseñaría Defensa contra las Artes Oscuras de un modo práctico. Aunque al principio Harry desacuerda con la idea, acepta al darse cuenta de que es la única manera de preparar a los estudiantes para el levantamiento de Voldemort.

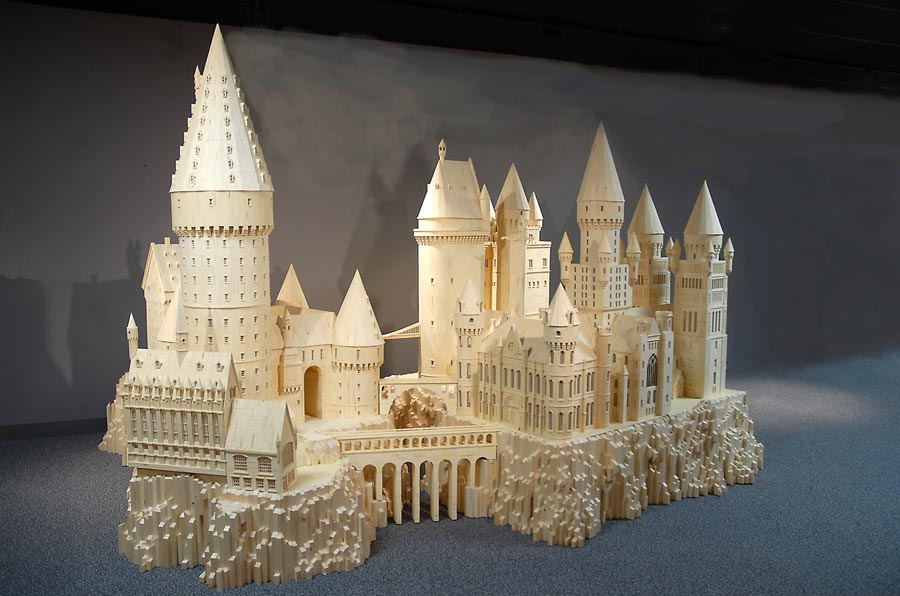
Maqueta de Hogwarts, el colegio donde se originó el Ejército de Dumbledore.

Ron y Hermione reclutan estudiantes de Gryffindor, Hufflepuff y Ravenclaw, quienes se encuentran con Harry, Ron y Hermione en la taberna Cabeza de Puerco para discutir la fundación del grupo. Cuando Umbridge se entera de la reunión, prohíbe todas las organizaciones estudiantiles no aprobadas, y las reuniones se llevan a cabo en secreto en la Sala de los Menesteres, gracias a la idea del elfo doméstico Dobby, al menos una vez a la semana durante varios meses. Los miembros se enteran de cuándo será la siguiente reunión a través de los grabados en los Galeones falsos encantados creados por Hermione. En la lección inicial, Harry comienza a instruir a sus compañeros en el encantamiento de desarme, aunque tiene que corregir los errores de ejecución de varios estudiantes. Posteriormente enseña encantamientos más complejos como el encantamiento aturdidor, el maleficio obstaculizador, el encantamiento escudo o el encantamiento patronus. Cho Chang sugiere "Entidad de Defensa", abreviado a "E.D.", como el nombre oficial del grupo, pero la sugerencia de Ginny Weasley de llamarlo "Ejército de Dumbledore", para burlarse de la paranoia del Ministerio y para mostrar la lealtad del grupo a Dumbledore, es finalmente elegida. Más tarde, esto prueba ser un error desde el punto de vista de Harry, ya que Dumbledore lo usa en contra de él, diciendo que el que esté su nombre en el pergamino quiere decir que es su ejército. Esto lleva a que Dumbledore se ausente en Hogwarts por un tiempo.
La amiga de Cho, Marietta Edgecombe, traiciona al grupo con Umbridge en abril de 1996,  y para evitar la expulsión de Harry y la incriminación de otros miembros, Dumbledore se responsabiliza por la organización del grupo, y luego escapa cuando los oficiales del Ministerio intentan arrestarlo. Aunque el E.D. deja de reunirse después de estos eventos, tres miembros —Ginny, Neville y Luna— se unen a Harry, Ron y Hermione en la batalla del Departamento de Misterios hacia el final del quinto libro. En Harry Potter y el misterio del príncipe, Neville y Luna están angustiados por el hecho de que el E.D. ya no existe. Cuando Hogwarts es invadida por mortífagos, ellos están entre los miembros que se unen a la Orden del Fénix en la batalla consiguiente.
En Harry Potter y las reliquias de la Muerte, con Harry, Ron y Hermione ausentes en Hogwarts, Neville, Ginny y Luna inician una rebelión secreta contra el nuevo director Severus Snape reactivando el E.D. Sin embargo, Luna es secuestrada y Ginny abandona la escuela, dejando a Neville como el líder del E.D. Neville le cuenta a Harry que la mayoría de la actividad del E.D. cesó brevemente después de que Michael Corner fue torturado por los hermanos mortífagos Alecto y Amycus Carrow por tratar de rescatar a un chico de primer año de detención. Desde entonces, el grupo se esconde de los mortífagos en la Sala de Menesteres, usando un pasaje secreto a Cabeza de Puerco para tener comida. El E.D. creía que si Harry regresaba los lideraría en una revolución contra Snape y los Carrow, y se decepcionan cuando al principio él se niega a dejarlos ayudar. Harry sí lidera una rebelión improvisada, pero solo él, Luna y McGonagall, Sprout, Flitwick y Slughorn participan en ella, con Harry y Luna deshaciéndose de los Carrow, y los profesores de Snape. En el clímax del libro, el E.D. (junto con la Orden del Fénix) tiene un papel importante en la batalla de Hogwarts, dándole a Harry tiempo suficiente para encontrar los Horrocruxes restantes.
Los Galeones encantados son guardados por los miembros participantes después de la batalla como símbolo de honor; Rowling dijo en una entrevista que le "gustaría imaginar a Neville mostrándole su medalla a sus admiradores estudiantes".

## Miembros
Esta es una lista de miembros notables del Ejército de Dumbledore. Harry Potter, Ron Weasley y Hermione Granger tienen sus propios artículos.

### Hannah Abbott
Hannah Abbott es una estudiante de Hufflepuff en el año de Harry. En Harry Potter y la cámara secreta, al principio ella se muestra escéptica a la creencia de su compañero de casa Ernie McMillan de que Harry es el heredero de Slytherin, y lleva una insignia de "Apoya a Cedric Diggory/Potter apesta" durante el Torneo de los Tres Magos en Harry Potter y el cáliz de fuego, ya que ella y varios alumnos de Hufflepuff al principio creían que Harry había robado la gloria de su compañero de casa, aunque ella sigue en buenos términos con Harry, Ron y Hermione. En Harry Potter y la Orden del Fénix, Hannah es nombrada prefecta de Hufflepuff y más tarde se une al Ejército de Dumbledore, aun así, también parece de nervios delicados: sufre una crisis nerviosa por sentirse "demasiado tonta" para tomar sus próximos exámenes TIMO, y necesita que le den una poción calmante. Ella está entre los seis miembros del E.D. que evitan que Draco Malfoy, Vincent Crabbe y Gregory Goyle le tiendan una emboscada a Harry a bordo del Expreso de Hogwarts al final del año escolar.
En Harry Potter y el misterio del príncipe, Hannah abandona Hogwarts después de que su madre sea asesinada por mortífagos, pero regresa en el último libro de la serie, Harry Potter y las reliquias de la Muerte, para participar en la batalla de Hogwarts; ella, Fred Weasley y Lee Jordan hacen guardia en un pasaje secreto juntos, y más tarde Harry salva a ella y a Seamus Finnigan del maleficio de Voldemort con un encantamiento escudo, permitiendo que se unan a la pelea en el Gran Salón. De adulta, Hannah se convierte en la propietaria del Caldero Chorreante. Rowling reveló en una entrevista que Hannah se casó con Neville Longbottom.
Hannah fue interpretada por Charlotte Skeoch en las adaptaciones cinematográficas de La cámara secreta y El cáliz de fuego, quien también prestó su voz para el mismo personaje en la adaptación a videojuego de La Orden del Fénix. Louisa Warren puso su voz al personaje en las adaptaciones a videojuego de Las reliquias de la Muerte: parte 1 y parte 2.

### Katie Bell
Katie Bell es una estudiante de Gryffindor un año mayor que Harry. Se une al equipo de Quidditch de Gryffindor en su segundo año —el primero de Harry— como una cazadora, y se une al Ejército de Dumbledore en su sexto año. En El misterio del príncipe, ella es el único miembro que queda del equipo de Gryffindor original capitaneado por Oliver Wood —aparte de Harry—, y le aconseja a Harry que no decida a favor de los jugadores antiguos como ella, sino que le dé oportunidad a todos. Sin embargo, ella tiene éxito en mantenerse como cazadora junto con las novatas Ginny Weasley y Demelza Robins.
Más tarde, en el mismo libro, Draco Malfoy en secreto intenta usar a Katie para llevarle un collar maldito a Dumbledore. Madame Rosmerta, a quien Draco coloca bajo el maleficio imperius, coloca a Katie bajo el mismo maleficio, en Las Tres Escobas en Hogsmeade, para llevar el collar. Mientras discute sobre el paquete con su amiga Leanne, Katie termina tocando por accidente el collar a través de la estropeada envoltura y resulta gravemente maldita. Afortunadamente, ella solo lo toca con una pequeña parte de su mano debido a un pequeño agujero en su guante, pero queda internada por varios meses en el Hospital San Mungo de todos modos, y es reemplazada temporalmente por Dean Thomas en el equipo de Gryffindor. Katie regresa completamente curada para participar en la victoria ante Ravenclaw en el último partido de Quidditch. En Las reliquias de la Muerte, ella se reúne con Oliver, Alicia y Angelina para ayudar al E.D. en la batalla de Hogwarts.
Katie fue interpretada por Emily Dale en un papel sin líneas en las adaptaciones cinematográficas de La piedra filosofal y La cámara secreta. Tuvo un papel más amplio en El misterio del príncipe y una breve aparición en Las reliquias de la Muerte: parte 1 y parte 2, en las cuales fue interpretada por Georgina Leonidas, que también prestó su voz al personaje en la adaptación a videojuego de El misterio del príncipe.

### Susan Bones
Susan Bones es una estudiante de Hufflepuff en el año de Harry. Aparece por primera vez en La piedra filosofal, en la ceremonia de selección, y no es mencionada nuevamente hasta La Orden del Fénix, donde ella asiste a la primera reunión del E.D. en Cabeza de Puerco. Allí, expresa curiosidad sobre la capacidad de Harry de hacer un encantamiento patronus corpóreo, revelando así que su tía era Amelia Bones, un miembro de alto rango del Wizengamot que había presidido la audiencia de Harry antes del inicio de las clases. Después de la fuga de varios mortífagos de la prisión de Azkaban, entre ellos aquellos que asesinaron a su tío Edgar Bones y su familia, Susan se convierte en un blanco de notoriedad no deseada entre sus compañeros estudiantes, y le dice a Harry que ella entiende cómo él se siente. Ella también es parte del grupo de miembros del E.D. que evitan que Malfoy, Crabbe y Goyle le tiendan una emboscada a Harry a bordo del Expreso de Hogwarts a fin del año escolar. La última aparición de Susan en la serie es en El misterio del príncipe, cuando ella accidentalmente se desparte durante una lección de Aparición. Aunque su pierna es unida nuevamente a su cuerpo con éxito, el incidente la deja un poco agitada.
Eleanor Columbus (hija de Chris Columbus, quien dirigió las primeras dos películas de la serie) interpretó a Susan en un papel sin líneas en las primeras dos películas, además de prestar su voz al personaje en los videojuegos.

### Terry Boot
Terry Boot es un estudiante de Ravenclaw en el año de Harry que es amigo íntimo de sus compañeros de casa Michael Corner y Anthony Goldstein. En La Orden del Fénix, Terry se convierte en un miembro del Ejército de Dumbledore en la primera reunión en Cabeza de Puerco. Después de una reunión del E.D. en la Sala de Menesteres, Terry se ve impresionado por los Galleons encantados de Hermione distribuidos entre los miembros, así como su habilidad para realizar el encantamiento proteico, del nivel de EXTASIS. Él está entre los seis miembros del E.D. que ayudan a Harry cuando Malfoy, Crabbe y Goyle intentan emboscarlo a bordo del Expreso de Hogwarts a fin del año escolar. En El misterio del príncipe, Terry aparece en la clase de pociones avanzada, y es castigado físicamente por los Carrow en su séptimo año después de anunciar en voz alta en el Gran Salón el allanamiento de Harry, Ron y Hermione a Gringotts y su escape sobre un ironbelly ucraniano. Está entre los miembros del E.D. que más tarde se refugian en la Sala de Menesteres antes del regreso de Harry a Hogwarts, y le da a Harry una explicación sobre la diadema de Ravenclaw.
Terry no apareció en ninguna de las películas, pero apareció en el videojuego de La Orden del Fénix.

### Lavender Brown
Lavender Brown es una estudiante de Gryffindor. Ella es amiga íntima de su compañera de casa Parvati Patil; parecen disfrutar de las mismas clases, especialmente la de adivinación, y tienen varios intereses comunes. Ambas también parecen tener una relación razonablemente cercana con la profesora Trelawney, consolándola y apoyándola en sus varias crisis. Además, la profesora predijo con precisión, o supuso, la muerte del conejo mascota de Lavender llamado Binky. Dijo que lo que temía Lavender ocurriría el dieciséis de octubre, y ese día, Lavender recibió noticias de que su conejo, que era un bebé en ese momento, había sido asesinado por un zorro. 
Lavender es una de los pocos estudiantes que ayudan a acorralar a los escregutos de cola explosiva después de una desastrosa clase de Cuidado de Criaturas Mágicas, y asiste al baile de Navidad con Seamus Finnigan en su cuarto año. Al principio, ella cree la campaña de desprestigio del Ministerio contra Harry, pero está entre los miembros originales del Ejército de Dumbledore.
En El misterio del príncipe, Lavender se convierte en la primera novia de Ron por varios meses; él disfruta la oportunidad de poner celosa a Hermione y probar que él puede besar a otra cuando quiera. Se hace muy evidente que Ron no está particularmente enamorado de Lavender y en realidad la encuentra irritante. Lavender se pone celosa de la amistad de Ron con Hermione y finalmente termina con él cuando los ve saliendo del dormitorio de Harry juntos, creyendo que habían estado solos en su habitación ya que Harry estaba bajo su capa de invisibilidad.
En Las reliquias de la Muerte, durante la batalla de Hogwarts, Lavender es atacada por Fenrir Greyback, quien la asesina. Hermione Granger y la profesora Trelawney tratan de salvarla al aturdir a Greyback, pero Lavender ya estaba muerta.
Lavender fue interpretada por Jessie Cave en su aparición más extensa en El misterio del príncipe, además de aparecer brevemente en Las reliquias de la Muerte: parte 1 y parte 2.[cita requerida] Sienna Moosah interpretará al personaje en la serie de televisión Harry Potter.

### Cho Chang
Cho Chang es una estudiante de ascendencia china y tímida de Ravenclaw, del mismo año  que Harry y buscadora del Equipo de Quidditch de Ravenclaw. Durante la formación del Ejército de Dumbledore, los padres de Cho desean que ella no participe en ninguna organización anti-Ministerio. Es conocida por ser el primer beso de Harry.
En El cáliz de fuego, el enamoramiento de Harry por Cho se intensifica y él junta el coraje para invitarla al baile de Navidad, pero Cho se disculpa y responde que ya había aceptado la oferta de Cedric Diggory, haciendo que Harry ignore a su propia cita, Parvati Patil, y, celoso, se obsesione con la pareja casi todo el baile. Sin embargo, Cho sigue siendo amable con Harry, para su alivio, y se niega a usar una de las insignias de Malfoy de "Potter apesta". Ella y Cedric siguen con su relación hasta el asesinato de este último por Peter Pettigrew durante la tercera prueba del Torneo de los Tres Magos.
Cho es una de los primeros estudiantes en creer la declaración de Harry sobre el regreso de Voldemort en La Orden del Fénix, y cuando Hermione la invita a unirse al E.D., ella lo hace, ya que está decidida a combatir a Voldemort para vengar la muerte de Cedric. Cho se besa con Harry después de la última reunión del E.D. antes de las vacaciones navideñas; para la diversión de Ron, Harry describe el beso como "húmedo", pero luego explica que Cho estaba llorando. Harry y Cho salen en una cita el Día de San Valentín acudiendo a la tienda de té Madame Tudipié en Hogsmeade, pero su continua tristeza por la muerte de Cedric, sus celos por la amistad de Harry con Hermione, y la falta de conocimiento de Harry sobre las chicas convierten la cita en una experiencia miserable. Su relación se daña después de la cita, y termina permanentemente cuando el Ejército de Dumbledore es expuesto después de que Marietta Edgecombe los delatara con Dolores Umbridge. Cho defiende las acciones de su amiga diciendo que Marietta simplemente se equivocó, y que la acción de Hermione de hacerle un embrujo antitraición a la lista de nombres en secreto no estaba "nada bien por [su] parte". En el tren de regreso a King's Cross, Ginny revela que Cho ahora estaba saliendo con Michael Corner.
Al final de la serie, Cho demuestra su lealtad a Hogwarts cuando vuelve a unirse a los otros miembros del E.D. escondiéndose en la Sala de Menesteres antes de participar en la batalla de Hogwarts; Harry y Cho, unidos por una causa común, están en términos amistosos. Ella comparte con Harry lo poco que sabe sobre la diadema de Ravenclaw, uno de los Horrocruxes de Voldemort. Ella se ofrece a escoltarlo a la sala común de Ravenclaw en busca de pistas, pero Ginny sugiere apresurada que Luna lo lleve en su lugar. Rowling reveló durante una firma de libros el 18 de octubre de 2007 que Cho se había casado con un muggle.
Cho fue interpretada por Katie Leung en las películas desde su primera aparición en Harry Potter y el cáliz de fuego. En La Orden del Fénix, ella expone al Ejército de Dumbledore ante Umbridge mientras está bajo la influencia de la poción de la verdad.

### Michael Corner
Michael Corner es un estudiante de Ravenclaw en el año de Harry que es amigo íntimo de sus compañeros de casa Terry Boot y Anthony Goldstein. Michael y Ginny se conocen y comienzan un romance después del baile de Navidad. Michael se une al E.D. por su relación con Ginny. Cuando Michael se bate en duelo con Ginny durante una sesión de entrenamiento, él no la embruja, ya sea porque no sabe el hechizo o porque no quiere echarle un maleficio a su novia. Después de que Gryffindor derrotó a Ravenclaw en el último partido del Campeonato de Quidditch, Michael expresa su disgusto por el resultado y la relación termina. Luego comienza a salir con la buscadora de su propio equipo, Cho Chang, que hace poco había roto con Harry.
En El misterio del príncipe, Michael es uno de los pocos estudiantes en el año de Harry en inscribirse en la clase de pociones avanzada de Slughorn después de tener una buena clasificación en su TIMO de pociones. En Las reliquias de la Muerte, Michael es torturado por los Carrow por tratar de liberar a un chico de primer año de su encadenamiento durante el régimen de Snape como director de Hogwarts, causando que el E.D. cese las operaciones antes del regreso de Harry. Él está entre los miembros reagrupados escondiéndose en la Sala de Menesteres antes de participar en la batalla de Hogwarts, y cuando Harry intenta rechazar la oferta del E.D. de ayudarlo en su misión, él pronto cede debido a las protestas de Michael y de otros miembros.
Michael fue interpretado por Ryan Nelson en la adaptación cinematográfica de La Orden del Fénix en un papel de una sola línea, y fue incluido en el videojuego basado en el quinto libro.

### Colin y Dennis Creevey
Colin y Dennis Creevey son dos estudiantes de Gryffindor nacidos de muggles; su padre es lechero. Colin es un año menor que Harry y está en un estado de agitación constante; está maravillado al descubrir que es un mago, y toma fotografías de personas, objetos y eventos memorables para enviarles a su familia. También está fascinado con Harry y lo sigue regularmente para sacarle fotos, pero Harry rápidamente se harta de la atención constante de Colin. Durante uno de los entrenamientos de Quidditch de Gryffindor, Colin se sienta en las gradas y toma varias fotos de Harry, y fotografía de manera inapropiada a Ron vomitando babosas después de que su maleficio dirigido a Draco Malfoy le saliera por la culata. Irónicamente, la cámara de Colin luego le salva la vida cuando él intenta fotografiar al basilisco, y la lente de la cámara lo protege de lo letal del contacto visual directo con la criatura, y Colin solo resulta petrificado.
Dennis es dos años menor que Colin y comparte el entusiasmo casi constante de su hermano; él apenas puede contener su emoción por haberse caído al lago de su bote de camino al castillo y haber sido sacado por el calamar gigante que habita ahí. Durante el Torneo de los Tres Magos, él y Colin tratan de rehacer un montón de insignias de "Potter apesta" para que en ellas se lea "Apoya a Harry Potter", pero solo logran que éstas digan "Potter apesta de verdad". En La Orden del Fénix, Dennis se une a Colin en el E.D., aun cuando él está en segundo año en el momento y, por lo tanto, no se le permite ir a Hogsmeade. En una reunión del E.D. en la Sala de Menesteres, sus intentos del encantamiento de desarme se desvían y hace que unos libro salgan volando de unos estantes. Después de tres reuniones, Colin logró dominar el maleficio obstaculizador.
A pesar de ser muy joven para participar en la batalla de Hogwarts, Colin se regresa al castillo a escondidas, y muere en combate. Su cuerpo es recuperado por Neville Longbottom y Oliver Wood, y, según Harry, "muerto parecía minúsculo". No se dice si Dennis estuvo involucrado en la batalla.
Hugh Mitchell interpretó a Colin en la versión cinematográfica de La cámara secreta, y le puso la voz al personaje en el videojuego de La Orden del Fénix. Dennis no aparece en ninguna de las películas. Colin y Dennis son reemplazados por Nigel Wolpert, interpretado por William Melling a partir del Cáliz de Fuego.

### Marietta Edgecombe
Marietta Edgecombe es una estudiante de Ravenclaw, y es parte del grupo de amigas risueñas de Ravenclaw de Cho Chang; su madre trabaja en la Oficina de la Red Flu en el Ministerio. Marietta asiste de mala gana a la primera reunión del E.D. en Cabeza de Puerco por la presión social de Cho, y, con grandes reservas, se une al grupo. Más tarde, Marietta se convierte en informante y delata al grupo con Umbridge, por lo que sufre consecuencias: el pergamino que todos los miembros firmaron en Cabeza de Puerco en la primera reunión había sido embrujado por Hermione, causando que cualquiera que rompa el juramento tenga pústulas moradas que deletreaban la palabra "delatora" (o "delator" si hubiera sido un hombre el que los haya traicionado) a lo largo de su cara. Umbridge intenta provocar que Marietta revele más información crucial, pero ella teme tanto mostrar su cara o incluso hablar. Luego, Kingsley Shacklebolt rápidamente y sin que nadie se entere modifica la memoria de Marietta. La palabra "delatora" resistió a todos los recursos —tanto mágicos como medicinales— para quitarla, forzando a Marietta a ocultarlo de manera evidente y poco efectiva. Rowling reveló en una entrevista después de la publicación de Las reliquias de la Muerte que la palabra "delatora" finalmente se había desvanecido, pero que aún le quedaban algunas cicatrices.
En la adaptación cinematográfica de La Orden del Fénix, la traición de Marietta es cometida por Cho bajo la influencia de la poción de la verdad. El nombre de Marietta se ve junto con aquellos de los otros miembros del E.D. en el sitio promocional de la película y en algunos productos oficiales, pero no apareció en la película.

### Justin Finch-Fletchley
Justin Finch-Fletchley es un estudiante de Hufflepuff en el año de Harry,, y un nacido de muggles que originalmente iba a ir a Eton hasta que descubrió que era un mago a la edad de 11 años. Es mencionado en la ceremonia de selección en La piedra filosofal, pero hace su primera aparición propia en La cámara secreta, cuando se ve amenazado por una serpiente conjurada por Draco Malfoy durante el desastroso club de duelo de Gilderoy Lockhart. Harry le ordena a la serpiente que deje a Justin hablando en pársel, pero los otros estudiantes creen que Harry estaba incitando a la serpiente a atacar. A pesar de la orden subsecuente de Ernie Macmillan de quedarse en su dormitorio, Justin más tarde es petrificado por el basilisco junto con el fantasma de la Casa de Gryffindor, Nick Casi Decapitado.
En El cáliz de fuego, bajo la impresión de que Harry intentaba robarle la gloria a su compañero de casa Cedric Diggory entrando al Torneo de los Tres Magos, Justin y Ernie no le hablan a Harry por un tiempo. En La Orden del Fénix, Justin se une al Ejército de Dumbledore en su quinto año. Él también está entre los miembros del E.D. que defienden con éxito a Harry contra Malfoy, Crabbe y Goyle a bordo del Expreso de Hogwarts a fin de año escolar. Luchó en la batalla de Hogwarts, en las Reliquias de la Muerte, al igual que los miembros del Ejército de Dumbledore.
Justin es interpretado por Edward Randell en la adaptación cinematográfica de La cámara secreta.

### Seamus Finnigan
Seamus Finnigan es un estudiante de Gryffindor en el año de Harry, y es el mejor amigo de su compañero de casa Dean Thomas. Es un gran fan del Quidditch y apoya a los Kenmare Kestrels. Su madre es una bruja y su padre es un muggle, que solo descubrió el secreto de su esposa después de su matrimonio; según Seamus, fue "una sorpresa algo desagradable para él".
Seamus es visto en El cáliz de fuego con su madre y Dean asistiendo al Campeonato Mundial de Quidditch. Él es uno de los pocos estudiantes que ayudan a acorralar a los escregutos de cola explosiva después de una desastrosa clase de Cuidado de Criaturas Mágicas, y asiste al baile de Navidad con Lavender Brown en su cuarto año. Al año siguiente, al principio Seamus se ve influenciado por la campaña de desprestigio del Ministerio contra Harry, y su madre casi evita que regrese a Hogwarts. Inicia una agitada discusión con Harry en la primera noche del nuevo año escolar sobre las acusaciones de El Profeta de que Harry simplemente había inventado la historia en un intento de obtener más atención, pero más tarde se da cuenta de su error, le ofrece una disculpa a Harry, y se une al E.D. a último momento. En El misterio del príncipe, Seamus se niega a permitir que su madre se lo lleve a casa antes del funeral de Dumbledore.
Seamus es mencionado por primera vez cerca del clímax de Las reliquias de la Muerte como uno de los varios miembros del E.D. protegidos en la Sala de Menesteres durante el régimen de Snape como director de Hogwarts cuando Harry, Ron, Hermione y Neville regresan de Cabeza de Puerco antes de la batalla de Hogwarts. Él saluda a Dean con entusiasmo en la entrada, aunque su cara está tan magullada después de ser castigado por los Carrow que Harry no logra reconocerlo hasta que habla. Durante la batalla, él, Luna y Ernie ayudan a Harry a combatir a los dementores conjurando sus respectivos patronus; el de Seamus toma la forma de un zorro. Es visto por última vez entrando al Gran Salón para participar en la etapa final de la batalla, cuando Harry los protege a él y a Hannah Abbott de uno de los maleficios de Voldemort.
Devon Murray interpretó a Seamus en todas las películas de Harry Potter.[cita requerida] Leo Earley interpretará al personaje en la serie de televisión Harry Potter.

### Anthony Goldstein
Anthony Goldstein es un estudiante de Ravenclaw en el año de Harry, y es amigo íntimo de sus compañeros de casa Michael Corner y Terry Boot. Su primera aparición es en La Orden del Fénix, en donde se convierte en prefecto de Ravenclaw, y se une al E.D. después de acompañar a Michael a la primera reunión en Cabeza de Puerco. Los numerosos intentos de Zacharias Smith de aplicarle el encantamiento de desarme durante una reunión del E.D. son interrumpidas por los gemelos Weasley. Anthony es también uno de los seis miembros del E.D. que ayudan a Harry contra Malfoy, Crabbe y Goyle cuando estos intentan tenderle una emboscada a Harry a bordo del Expreso de Hogwarts a fin del año escolar. No es mencionado en El misterio del príncipe, pero regresa en Las reliquias de la Muerte como uno de los varios miembros del E.D. dentro de la Sala de Menesteres que reciben a Harry con entusiasmo en su regreso a Hogwarts, antes del comienzo de la batalla de Hogwarts.
Anthony nunca apareció en ninguna de las películas, pero fue incluido en el videojuego de La Orden del Fénix.

### Angelina Johnson
Angelina Johnson es una estudiante de Gryffindor dos años mayor que Harry. Ha sido cazadora del equipo de Quidditch de Gryffindor desde su segundo año, y reemplaza a Oliver Wood como capitana del equipo en el quinto año de Harry. Ella prueba ser al menos igual de exigente hacia su equipo como había sido Oliver, pero atribuye su severa actitud al estrés del trabajo y lamenta haber sido tan severa con Oliver durante su tiempo como capitán. En El cáliz de fuego intenta sin éxito entrar al Torneo de los Tres Magos y asiste al baile de Navidad con Fred Weasley. Angelina se une al Ejército de Dumbledore en su séptimo año. En Las reliquias de la Muerte se reúne con el E.D. y participa en la batalla de Hogwarts. Después de Hogwarts, se casa con George Weasley y tiene dos hijos, Fred y Roxanne.
Angelina fue interpretada por Danielle Tabor en las primeras tres películas. Tiana Benjamin tuvo el papel en El cáliz de fuego, y puso la voz al personaje en el videojuego de La Orden del Fénix.

### Lee Jordan
Lee Jordan es un estudiante de Gryffindor dos años mayor que Harry, y un amigo íntimo de Fred y George; es tan ingenioso y amante de la diversión como los gemelos y un entusiasta colega del Quidditch. Lee usa su cabello en rastas y es el comentarista de Quidditch de Hogwarts. Harry se encuentra con él por primera vez en King's Cross cuando intenta meter a escondidas una tarántula gigante dentro del tren. Aunque Lee es un comentarista enérgico y astuto, tiende a discutir temas no relacionados con el Quidditch como la Saeta de Fuego de Harry o su propia atracción hacia Angelina Johnson, sus comentarios claramente están a favor de su casa, y su tono jovial normalmente se vuelve sarcástico siempre que habla sobre el equipo de Slytherin. También, Lee habitualmente maldice frustrado siempre que un oponente comete una infracción o anota en contra de Gryffindor, normalmente al punto que una frustrada profesora McGonagall intenta sin éxito sacarle el megáfono.
En su séptimo año, Lee se une al E.D. y ayuda a Fred y George probando su mercancía con ingenuos chicos de primer año. También se convierte en la única víctima conocida, además de Harry, de la pluma de sangre de Umbridge. Sus comentarios de Quidditch sufren de falta de entusiasmo después de la inesperada partida de Hogwarts de los gemelos tras la revuelta estudiantil contra Umbridge, durante la cual él hace su parte levitando dos escarbatos a través de la ventana de su oficina. En Las reliquias de la Muerte, Lee se convierte en un presentador encubierto de radio pirata, transmitiendo bajo el seudónimo de "Río" en una estación de radio anti-Ministerio de Magia llamada Pottervigilancia, la cual apoya las actividades de Harry y la Orden del Fénix. Él y George derriban con éxito al mortífago Yaxley en la batalla de Hogwarts.
Luke Youngblood interpretó al personaje en las primeras dos películas.

### Neville Longbottom
Neville Longbottom es un estudiante de Gryffindor de sangre pura en el año de Harry. A lo largo de la serie, es normalmente mostrado como un personaje torpe y desorganizado y un estudiante bastante mediocre, aunque es muy talentoso en herbología. Sus padres, Frank y Alice Longbottom, eran aurores destacados y miembros de la Orden del Fénix hasta que fueron torturados hasta la locura —con el maleficio cruciatus— por un grupo de mortífagos liderado por Bellatrix; Más tarde, Neville fue criado por su abuela paterna, Augusta. Neville tiene un papel menor en los primeros cuatro libro, pero Rowling quería que él realizara un acto de valentía en La piedra filosofal, en el cual Neville "encuentra verdadero valor moral al enfrentarse a sus amigos más cercanos — las personas que están de su lado" hacia el clímax.
Harry llega a entender a Neville en un nivel más profundo cuando Dumbledore le cuenta sobre el destino de Frank y Alice Longbottom. Sus amigos más tarde se enteran de esto en el Hospital San Mungo.
De acuerdo con Rowling, La Orden del Fénix "fue un momento crucial para Neville", debido al papel central que tuvo en el libro. Sus habilidades mágicas aumentan dramáticamente durante las reuniones del E.D. Neville participa en la batalla en el Departamento de Misterios, en la cual accidentalmente rompe la profecía sobre Harry y Voldemort. Dumbledore, quien fue el primero en escucharla, explica que se relacionaba con "el elegido", un mago que tendría el poder para derrotar a Voldemort y que nacería "al concluir el séptimo mes" de "los que lo han desafiado tres veces"; así se podría referir tanto a Neville, que nació el 30 de julio de 1980, o Harry, nacido un día después. Esto significa que Neville fácilmente podía haber tenido el destino de Harry, Voldemort habiéndolo elegido a él en vez de a Harry. Neville es también uno de los pocos miembros del E.D. en participar en la batalla de la Torre de Astronomía en el clímax de El misterio del príncipe.
Con Hogwarts a merced del nuevo director Severus Snape y los hermanos mortífagos Alecto y Amycus Carrow, en Las reliquias de la Muerte, Neville reforma el Ejército de Dumbledore con Ginny y Luna, y pasa la mayoría de su séptimo año como el líder provisional en la ausencia de Harry, ayudando a los estudiantes que son atormentados bajo el nuevo régimen. La valentía de Neville se revela totalmente aquí, ya que él no solo intentó robar la espada de Gryffindor para Harry, sino que también se niega a obedecer el cruel régimen de los Carrow. Neville le revela a Harry que había estado sometido bajo el maleficio cruciatus por los Carrow como resultado y se vio forzado a esconderse en la Sala de los Menesteres para evitar ir a Azkaban o morir. Durante la batalla de Hogwarts, Neville usa sus conocimientos de herbología para ayudar a defenderse contra los atacantes, y más tarde ayuda a Oliver Wood a llevar el cuerpo sin vida de Colin Creevey. Cuando Voldemort regresa con el cuerpo de Harry aparentemente sin vida, Neville se separa de la multitud para atacar a Voldemort. Sin embargo, él es inmovilizado por la maldición de la inmovilización total de Voldemort, después de lo cual el Sombrero Seleccionador es colocado en su cabeza e incendiado. Neville más tarde se libera del maleficio, saca la espada de Godric Gryffindor del sombrero, y la usa para decapitar a Nagini (por órdenes de Harry), destruyendo así el último Horrocrux. En el conflicto consiguiente, él ayuda a Ron a derrotar a Fenrir Greyback.
En el epílogo de Las reliquias de la Muerte, Neville regresa a Hogwarts como nuevo profesor de herbología, y presume su Galeón del E.D. a varios admiradores estudiantes y les cuenta sus aventuras. Después de Las reliquias de la Muerte, Rowling reveló que Neville se casó con Hannah Abbott, ahora la propietaria del Caldero Chorreante, y sus estudiantes piensan que es particularmente genial que él viva sobre la taberna.
Neville fue interpretado por Matthew Lewis en todas las películas de la serie, y, a diferencia de en el libro, en La Orden del Fénix él es quien encuentra la Sala de los Menesteres en vez de Dobby.
IGN colocó a Neville en el sexto lugar de su lista de los 25 mejores personajes de Harry Potter, llamándolo el "tonto convertido en héroe por excelencia". En la mega encuesta de Harry Potter, de NextMovie.com, Neville fue votado como el personaje que más debería tener una película o libro derivado. La revista Empire colocó a Neville como su octavo personaje de Harry Potter favorito.

### Luna Lovegood

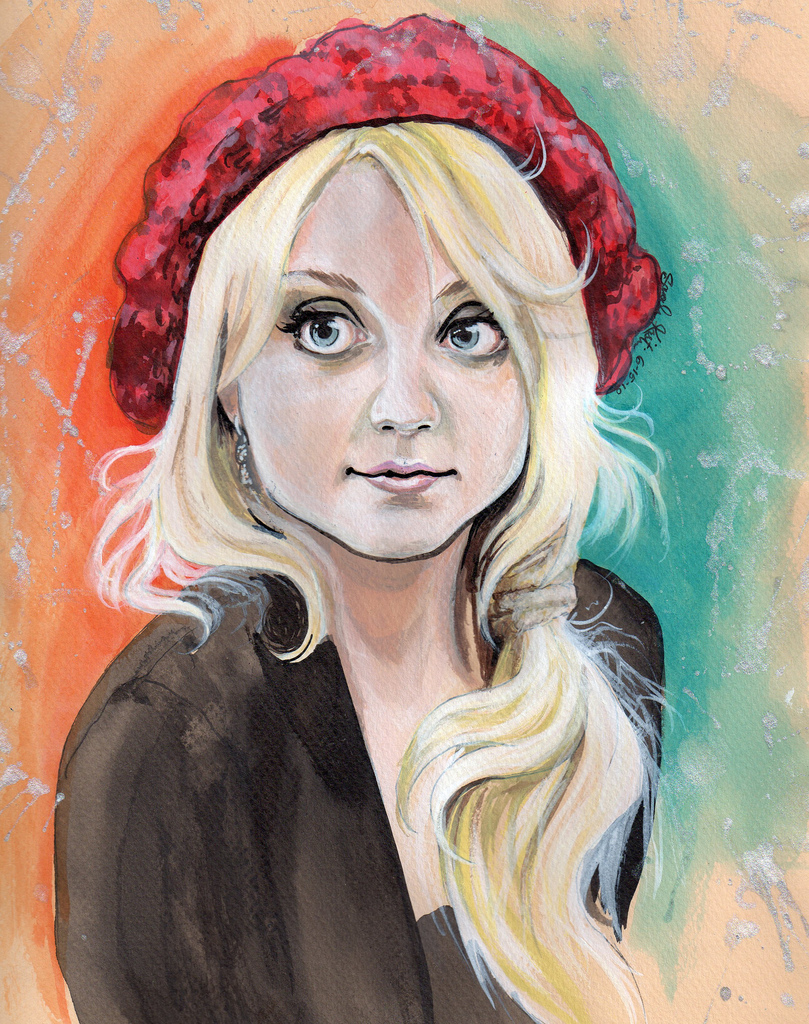
Recreación artística de Evanna Lynch como Luna Lovegood en las películas de Harry Potter.

Luna Lovegood es una estudiante de Ravenclaw un año menor que Harry. Rowling dijo que Luna es la "anti-Hermione", ya que Hermione es "lógica e inflexible", al contrario de Luna, que podría "creer diez cosas imposibles antes del desayuno". Su padre, Xenophilius Lovegood, es el director de El Quisquilloso. Cuando Luna tenía solo nueve años, su madre murió mientras experimentaba con hechizos. Luna vio el accidente, lo que la volvió capaz de ver a los thestrals. Al principio, Luna está aislada socialmente en la escuela, pero parece tener la extraña cualidad de importarle poco lo que los demás opinen de ella, aunque a veces se indigna cuando sus creencias extravagantes son desafiadas.
En La Orden del Fénix, ella y su padre están entre los pocos que creen en Harry y Dumbledore cuando ellos exclaman que Voldemort ha regresado, e incluso publica un artículo explicando en términos generales la versión de Harry de los acontecimientos, como oposición a los medios influenciados por el Ministerio que tratan de mostrar a Harry como un loco. Luna también se convierte en miembro del Ejército de Dumbledore. Más tarde en el libro, se une a Harry, Ron, Hermione, Ginny y Neville en el conflicto con los mortífagos en el Departamento de Misterios. En El misterio del príncipe, después de que Luna y Neville fueran rechazados por las nuevas admiradoras de Harry, ella opina que se espera que Harry esté con gente "más carismática". Más tarde, Harry invita a Luna a la fiesta de Navidad de Slughorn. Ella también hace de comentarista de Quidditch para el partido de Gryffindor contra Hufflepuff, una escena que Rowling particularmente disfrutó escribir, llamándola una "inspiración cegadora". Más tarde, cuando los mortífagos atacan Hogwarts, Luna, Ginny y Neville son los únicos miembros del E.D. que responden al llamado para proteger Hogwarts.
En Las reliquias de la Muerte, Luna y su padre asisten a la boda de Bill Weasley y Fleur Delacour en la Madriguera, donde ella reconoce a Harry inmediatamente (que está actuando como otro Weasley bajo los efectos de la poción multijugos) por la expresión de su cara. Ella regresa a la escuela para su sexto año, donde ella y Neville ayudan a Ginny a revivir en secreto el E.D. para oponerse al régimen de Snape como director de Hogwarts. Durante la visita de Harry a la casa de los Lovegood junto con Ron y Hermione, el trío se da cuenta de que ella ha estado desaparecida por varias semanas. Más tarde se revela que, en su viaje a casa por las vacaciones navideñas en el Expreso de Hogwarts, Luna fue secuestrada en un intento de evitar que su padre publique información a favor de Harry. Harry, Ron y Hermione, junto con Luna, Dean Thomas, Griphook y Ollivander, son capturados y tomados como rehenes en la Mansión Malfoy, pero pronto son rescatados por Dobby, que los lleva a salvo a El Refugio. Cuando Harry regresa a Hogwarts en busca de la diadema de Ravenclaw, Luna lo ayuda a entrar a la sala común de Ravenclaw para ver una réplica de ella, luego aturde con un encantamiento a Alecto Carrow cuando ellos son descubiertos. Durante la batalla, ella, Ernie y Seamus ayudan a Harry a combatir a los dementores conjurando sus respectivos patronus: el de Luna toma la forma de una liebre. Después de la aparente muerte de Harry, Luna termina en un duelo con Bellatrix Lestrange, junto con Hermione y Ginny, hasta que Molly Weasley toma el control y derrota a Bellatrix ella sola. Ella está entre los primeros en felicitar a Harry cuando Voldemort es derrotado y más tarde lo ayuda a tener un poco de tranquilidad.
Rowling reveló que, después de Hogwarts, Luna se convierte en "una naturalista mágica muy famosa". También aceptó que algunas de las creencias de su padre no eran tan reales después de todo. Se casó con un chico llamado Rolf, nieto de Newt Scamander. Luna y Rolf tuvieron hijos gemelos, Lorcan y Lysander. Después de casarse, Harry y Ginny nombran a su hija Lily Luna.
Evanna Lynch interpretó a Luna en las últimas cuatro películas de Harry Potter.
IGN colocó a Luna en el duodécimo lugar de su lista de los 25 mejores personajes de Harry Potter, diciendo que su locura la convirtió en un "encanto". La revista Empire colocó a Luna como su décimo personaje de Harry Potter favorito.

### Ernie Macmillan
Ernie Macmillan es un estudiante de Hufflepuff en el año de Harry. Desciende de nueve generaciones consecutivas de magos y brujas de sangre pura. Aparece por primera vez en La cámara secreta, en donde Ernie cree que Harry es el heredero de Slytherin después de ser visto hablando en pársel con una serpiente que amenaza a Justin Finch-Fletchley, quien más tarde es petrificado. Cuando Hermione tiene el mismo destino, Ernie se da cuenta de su error y se disculpa con Harry. En El cáliz de fuego, él usa una insignia de "Apoya a Cedric Diggory" y nuevamente le da la espalda a Harry después de que este último entrara al Torneo de los Tres Magos, lo que Ernie cree que es un aparente intento de más gloria, pero más tarde hacen las paces.
Ernie se convierte en prefecto de Hufflepuff en su quinto año junto con Hannah Abbott, y se une al Ejército de Dumbledore. Él está entre los pocos estudiantes que están abiertamente del lado de Harry y Dumbledore, cuando ellos exclaman que Voldemort ha regresado. Él lidia con la presión de los TIMOs estudiando de ocho a diez horas por día, y su trabajo duro y determinación dan resultado, ya que se presenta a la clase de pociones avanzada de Slughorn en su sexto año. Ernie sale de la sala común de Hufflepuff cuando Snape, Malfoy y Harry corren por un pasillo durante un ataque mortífago a Hogwarts; él intenta preguntarle a Harry qué ocurría, pero Harry lo aparta sin responder.
En Las reliquias de la Muerte, cuando McGonagall dirige a los estudiantes en el Gran Salón luego de que Voldemort demandara la rendición de Harry y aparece la urgente necesidad de escapar, Ernie grita, "¿Y si queremos quedarnos y pelear?", lo que impulsa a los estudiantes a unirse a la batalla de Hogwarts. Durante la batalla, él, Luna y Seamus ayudan a Harry a combatir a los dementores conjurando sus respectivos patronus; el de Ernie toma la forma de un jabalí.
Louis Doyle interpretó a Ernie en La cámara secreta y El cáliz de fuego, y le puso la voz al personaje en la adaptación a videojuego de La Orden del Fénix.

### Padma Patil
Padma Patil es una estudiante de Ravenclaw en el año de Harry, y la hermana gemela de la estudiante de Gryffindor Parvati Patil. Mientras ambas hermanas son seleccionadas en La piedra filosofal, Padma no es mencionada nuevamente en la serie hasta El cáliz de fuego. Padma asiste al baile de Navidad con Ron, por recomendación de Parvati  —la cita de Harry— cuando Harry le pide que encuentre una cita para Ron. Padma está menos que entusiasmada de tener a Ron como cita, ya que él se niega a bailar con ella y en vez pasa la noche enojado y celoso por la cita de Hermione, Viktor Krum. Tanto Padma como Parvati finalmente abandonan a sus citas desinteresadas y bailan con unos chicos de Beauxbatons, aunque más tarde en el año se dice que Padma se interesa más en Ron después de que él es llevado como rehén de Harry en la segunda prueba del Torneo de los Tres Magos. En La Orden del Fénix, Padma se convierte en prefecta de Ravenclaw, y se une al Ejército de Dumbledore junto con su hermana. Ellas son llevadas a casa por sus padres después de la muerte de Dumbledore y el posterior funeral en el final de El misterio del príncipe, pero en Las reliquias de la Muerte ellas regresan para participar en la batalla de Hogwarts.
Sharon Sandhu apareció brevemente como Padma sin líneas en El prisionero de Azkaban, aunque desde El cáliz de fuego en adelante fue interpretada por Afshan Azad. En la mayoría de las películas, Padma aparece como una Gryffindor en vez de una Ravenclaw.

### Parvati Patil
Parvati Patil es una estudiante de Gryffindor en el año de Harry y la hermana gemela de la estudiante de Ravenclaw Padma Patil. Su mejor amiga es Lavender Brown; les gusta particularmente la clase de adivinación de Trelawney, y tienen varios intereses comunes. En La piedra filosofal, ella apoya al indefenso Neville después de que Malfoy se burlara de él y le robara su recordadora durante la clase de vuelo de primer año, y luego Pansy Parkinson se burla de ella, riéndose de su supuesto amor por "gorditos llorones". Parvati asiste al baile de Navidad con Harry en El cáliz de fuego, pero su noche es una decepción, ya que Harry se pasa toda la noche enojado y celoso con la cita de Cho Chang, Cedric Diggory, y se niega a bailar con Parvati; ella finalmente lo abandona para bailar con un chico de Beauxbatons, con quien más tarde se encuentra en Hogsmeade.
En su quinto año, Parvati se une al Ejército de Dumbledore junto con su hermana. En El misterio del príncipe, las gemelas son llevadas a casa por sus padres después de la muerte de Dumbledore y el posterior funeral. Sin embargo, las gemelas Patil regresan a su séptimo año en Hogwarts, y son vistas por primera vez en el último libro antes de la batalla de Hogwarts. Parvati se bate a duelo con el mortífago Travers durante la batalla, y ataca a Antonin Dolohov con una maldición de la inmovilización total después de que él intentara vengarse de Dean Thomas por aturdir por encantamiento a otro mortífago.
Los nombres y la apariencia de las Patil en las películas implican que son de ascendencia india. Patil es un apellido Maratha común en el estado de Maharashtra, India. Rowling originalmente quería que los nombres de las gemelas comenzaran con "Ma", y en su lista de Harry Potter and Me, su apellido era Patel. Parvati es también el nombre de una de las tres diosas hindúes primarias.
Parvati fue interpretada por Sitara Shah en El prisionero de Azkaban.[cita requerida] Shefali Chowdhury tuvo el papel para El cáliz de fuego, junto con las películas y los videojuegos de La Orden del Fénix y El misterio del príncipe.[cita requerida] Alessia Leoni interpretará al personaje en la serie de televisión Harry Potter.

### Zacharias Smith
Zacharias Smith es un cazador del equipo de Quidditch de Hufflepuff. Al contrario de la mayoría de sus compañeros de casa, Zacharias no parece para nada agradable, y su comportamiento irrita a la mayoría de la gente, especialmente a Harry, Ron y Hermione. Aparece por primera vez en la primera reunión del E.D. en La Orden del Fénix, pero era el más escéptico respecto a la exclamaciones de Harry. Hermione luego les admite a Harry y Ron que ella solo lo invitó porque él la escuchó hablando con Ernie Macmillan y Hannah Abbott sobre unirse. Sin embargo, más tarde en el año, Zacharias está tan ansioso por más clases del E.D. como los demás miembros.
En El misterio del príncipe, Zacharias es mencionado por primera vez al decir que Ginny le lanzó un maleficio de mocomurciélagos. Él también se divide las tareas de comentarista de partidos de Quidditch con Luna durante el año. Sus burlas hacia el equipo de Gryffindor son altamente desagradables hasta el punto que Ginny chocó a propósito con el podio de los comentaristas después de la victoria de Gryffindor ante Slytherin. Él no es visto otra vez hasta el día siguiente a la muerte de Dumbledore, cuando su "altanero" padre va a recogerlo a Hogwarts antes del funeral, insinuando que él no apoyaba a Dumbledore ni su política. En Las reliquias de la Muerte, Zacharias asiste a Hogwarts bajo el régimen de Snape como director. Antes de la batalla de Hogwarts, es visto empujando a estudiantes más jóvenes para ser evacuado más rápido en vez de quedarse a pelear junto con el E.D.
Nick Shirm apareció brevemente como Zacharias en la adaptación cinematográfica de La Orden del Fénix, pero su nombre no fue mencionado; fue identificado como "chico algo dudoso" en los créditos finales. Shirm también le puso la voz al personaje en el videojuego de La Orden del Fénix.

### Alicia Spinnet
Alicia Spinnet se unió por primera vez al equipo de Quidditch de Gryffindor como reserva y pasa al equipo principal en la temporada siguiente —el primer año de Harry—. Alicia es la cazadora que normalmente se encarga de los penales cuando el otro equipo comete una infracción. En su séptimo año, ella es embrujada por el buscador de Slytherin, Miles Bletchley, en la biblioteca antes del partido Gryffindor-Slytherin, causando que sus cejas crezcan lo suficiente para tapar su cara; Snape deliberadamente ignora los testimonios de catorce testigos oculares, diciendo en vez que el incidente fue causado por un intento fallido de realizar un encantamiento engruesapelo. Alicia se unió al E.D. en su último año, y no es vista en El misterio del príncipe, ya que no es más una estudiante, pero regresa en el último libro para defender a la escuela en la batalla de Hogwarts.
Alicia fue interpretada por Leilah Sutherland en La piedra filosofal, y por Rochelle Douglas en La cámara secreta.

### Dean Thomas
Dean Thomas es un estudiante de Gryffindor en el año de Harry. Es mejor amigo de Seamus Finnigan y un fan del fútbol, que apoya al West Ham, lo que lleva a su confusión inicial sobre las complejidades del Quidditch. Dean cree que es hijo de muggles, pero la realidad es que su madre es una muggle y su padre era un mago de sangre pura que mantenía su magia en secreto y tuvo que dejar a su familia cuando Dean era muy joven como una medida de protección para su familia contra los mortífagos, y fue asesinado cuando se negó a unirse a ellos. Más tarde, Dean fue criado por su madre y padrastro, y tiene varios hermanastros.
Dean se une al E.D. en su quinto año y también cree en las declaraciones de Harry y Dumbledore de que Voldemort ha regresado; pero, cuando Harry y Seamus comienzan una agitada discusión sobre las acusaciones de El Profeta de que Harry solo había inventado la historia, Dean se niega a tomar partido. A fin del año escolar, él comienza a salir con Ginny Weasley y reemplaza temporalmente a Katie Bell en el equipo de Quidditch de Gryffindor en El misterio del príncipe después de que ella es hospitalizada. La relación finalmente termina después de que Ginny se molesta con Dean cuando ella cree que él trata de ayudarla a pasar por el agujero del retrato de la Dama Gorda. Harry, aunque celoso por la relación desde el principio, es accidentalmente responsable por la separación: bajo el hechizo de invisibilidad y la influencia del felix felicis, roza a Ginny y ella y Dean pasan por el agujero del retrato. Ginny piensa que Dean está siendo molesto y sobreprotector, lo que lleva a una pelea que termina su relación.
El papel de Dean es mucho mayor en Las reliquias de la Muerte. Incapaz de probar que en realidad es mestizo, él no regresa a Hogwarts y comienza a escaparse del Ministerio, que está acorralando hijos de muggles bajo órdenes de Voldemort. Harry, Ron y Hermione se cruzan con él por primera vez durante su misión cuando escuchan a escondidas su conversación con sus compañeros fugitivos Ted Tonks, Dirk Cresswell, y los duendes Griphook y Gornuk. Los carroñeros pronto atacan cruelmente al grupo; Dean y Griphook son los únicos sobrevivientes, pero son capturados junto a Harry, Ron y Hermione y llevados a la Mansión Malfoy. Todos son rescatados por Dobby, que los transporta a El Refugio, de Bill y Fleur, por protección Dean regresa a Hogwarts hacia el final del libro y pelea en la batalla de Hogwarts, en la que él usa el encantamiento aturdidor en un mortífago desconocido, y cuando Dolohov intenta vengarse de Dean, Parvati ataca a Dolohov con una maldición de la inmovilización total.
Dean originalmente iba a llamarse "Gary" en el borrador original de La piedra filosofal. Rowling omitió su descripción física ("un niño negro aún más alto que Ron") de la versión inglesa —y por lo tanto, también la hispanoamericana— del libro a pedido del editor, pero quedó en la edición norteamericana. Su pasado originalmente iba a ser expandido en La cámara secreta, pero finalmente ella lo eliminó debido a que no pudo hacer que quede bien en la historia.
Alfred Enoch interpretó a Dean en las películas de Harry Potter, con la excepción de Las reliquias de la Muerte: parte 1, y puso la voz al personaje en el videojuego de La Orden del Fénix.

### Fred y George Weasley
Fred y George Weasley son los revoltosos gemelos de la familia Weasley. Normalmente ambos trabajan juntos haciendo bromas y son tomados como uno solo en vez de como dos personas separadas. Son tan parecidos que incluso a su madre se le dificulta diferenciarlos. Nacidos el Día de los Inocentes, aparecen por primera vez en La piedra filosofal como alumnos de tercer año, los payasos de la escuela y los problemáticos principales, que están más interesados en inventar bromas que en estudiar. A pesar de los malos resultados en sus exámenes TIMO, los gemelos son magos inteligentes y competentes capaces de una magia sofisticada. Además, fueron golpeadores en el equipo de Quidditch de Gryffindor.
La pareja normalmente ayuda a Harry a lo largo de la serie; en La cámara secreta, ellos y Ron lo ayudan a escapar de su arresto domiciliario en Privet Drive en un Ford Anglia volador, y le dan a Harry el Mapa del Merodeador durante su tercer año. En El cáliz de fuego, ellos comienzan a vender novedades bajo el nombre Sortilegios Weasley, primero probando su mercadería con niños impresionables de primer año, y una vez con Dudley Dursley al principio del libro. Aunque su madre quiere que trabajen para el Ministerio de Magia, los gemelos aspiran a tener su propia tienda de chascos, y Harry les da su capital inicial donándoles su premio de mil Galleones del Torneo de los Tres Magos. En La Orden del Fénix, a los gemelos, al igual que a Harry, se les prohíbe permanentemente el Quidditch después de una pelea después del partido, y más tarde se saltan lo que resta de su séptimo año participando en una revuelta estudiantil contra Umbridge, durante la cual usan sus salvajes magifuegos y colocan un pantano portátil en un corredor antes de abandonar la escuela; una pequeña parte del pantano más tarde es dejada y acordonada por Filius Flitwick en honor a ellos. En El misterio del príncipe, Fred y George siguen teniendo su tienda de chascos, a pesar de los disturbios en el callejón Diagon.
En Las reliquias de la Muerte, los gemelos son miembros de la Orden del Fénix y sirven como dos de los seis señuelos de Harry cuando él se escapa de Privet Drive. George pierde permanentemente su oreja por un maleficio sectumsempra de Severus Snape, que en realidad iba dirigido a un mortífago. Mientras tanto, los gemelos son forzados a abandonar su tienda debido a vigilancia del Ministerio de Magia a la familia Weasley, y en vez de eso operan su negocio mediante el Servicio de Envío por Lechuza desde la casa de su tía abuela Muriel. Durante este tiempo, uno de los gemelos, según Ron es Fred, aparece en la estación de radio pirata Pottervigilancia como "Espadín". Los gemelos regresan para participar en la batalla de Hogwarts, durante la cual Fred y Percy derrotan a Pius Thicknesse y un mortífago desconocido, pero momentos después, Fred muere en una explosión causada por Augustus Rookwood. Rowling dijo en una entrevista con la MSNBC que ella siempre supo que Fred sería el gemelo que moriría, aunque no pudo especificar una razón en particular. Ella reveló en una conversación en la web después de la publicación de Las reliquias de la Muerte que George nunca superó del todo la muerte de Fred, pero tuvo éxito en convertir a Sortilegios Weasley en una "máquina de hacer dinero" con Ron, quien finalmente renuncia a convertirse en auror. Rowling también reveló que, para el momento del epílogo de Las reliquias de la Muerte, George está casado con Angelina Johnson y tiene dos hijos, Fred y Roxanne.
James y Oliver Phelps interpretaron a Fred y George respectivamente en la serie de películas de Harry Potter.
IGN colocó a Fred y George en el undécimo lugar de su lista de los 25 mejores personajes de Harry Potter, diciendo que "tomarle resentimiento a Umbridge y dejar Hogwarts a lo grande en La Orden del Fénix nos mostró que estos dos no eran sólo tontos bromistas; ellos eran valientes y valerosos luchadores por la libertad". La revista Empire colocó a Fred y George como su undécimo y decimoquinto personaje de Harry Potter favorito, respectivamente.

### Ginny Weasley
Ginny Weasley es la más joven de los hermanos Weasley, y la única mujer.  Ella aparece por primera vez en La piedra filosofal, cuando Harry y cuatro de sus hermanos se van a Hogwarts, y cuando ella ve emocionada a Harry al regresar a fin del año escolar.
Ginny está en primer año en La cámara secreta, en donde se enamora de Harry y queda en Gryffindor. En el clímax, se revela que ella abrió la Cámara de los Secretos, y está atacando a los estudiantes hijos de muggles al estar poseída por el diario de Tom Riddle, el cual Lucius Malfoy había metido en su caldero en Flourish y Blotts antes del comienzo del año escolar. Ella no aparece mucho en El prisionero de Azkaban, donde está en segundo año. En El cáliz de fuego, su papel es mayor, ya que asiste al baile de Navidad con Neville Longbottom y puede ser vista bailando con él.
En La Orden del Fénix, a Ginny "le gustaba Harry, pero se le pasó hace meses" (aunque esto es simplemente usado como estrategia, ya que Hermione le aconsejó que pretenda no estar interesada en Harry y salga con otros chicos, así Harry finalmente se fijaría en ella), y tiene novio, Michael Corner, con quien se conoció en el baile de Navidad. George Weasley también menciona lo buena que es con el maleficio de mocomurciélagos. Cuando Umbridge castiga a Harry con una suspensión "de por vida" del Quidditch, Ginny lo reemplaza como buscadora de Gryffindor. Ella se une al Ejército de Dumbledore y es uno de los cinco miembros que acompañan a Harry en su intento de rescatar a Sirius Black del Departamento de Misterios. Durante la última parte del libro, Ginny rompe con Michael debido a que él se molesta por la derrota de Ravenclaw ante Gryffindor en el último partido del Campeonato de Quidditch, y se hace novia de Dean Thomas.
En El misterio del príncipe, después de lanzarle un maleficio de mocomurciélagos a Zacharias Smith, el profesor Slughorn la invita a unirse a su Club de las Eminencias. Ginny se convierte en un miembro permanente del equipo de Quidditch de Gryffindor como cazadora, y sustituye a Harry como buscadora cuando Snape lo castiga durante la final del Campeonato de Quidditch. Después de ver a Ginny besarse con Dean en un pasillo vacío, Harry tiene una reacción de enojo interno, lo que lo sorprende, y, después de reflexionar, se da cuenta de su atracción por Ginny. Ya que Ron se opone a que Dean salga con su hermana, Harry teme que su reacción sea la misma con él. La relación de Ginny con Dean termina en abril después de que Harry la "rozó sin querer" bajo la capa de invisibilidad y los efectos del felix felicis, lo que ella interpreta como un intento innecesario de Dean de ayudarla a pasar por el agujero del retrato de la Dama Gorda. Después de la final del Campeonato de Quidditch, Harry besa a Ginny delante de toda la sala común de Gryffindor y Ron aprueba su relación. Después de la muerte de Dumbledore, sin embargo, Harry le deja claro que no pueden estar juntos porque está en peligro si está con él.
Impulsada por la revelación de que Harry, Ron y Hermione se irán para buscar los Horrocruxes restantes en Las reliquias de la Muerte, ella regresa a Hogwarts para su sexto año, donde trabaja con Neville y Luna en reunir al Ejército de Dumbledore. Junto con ellos dos, intentan robar la espada de Godric Gryffindor para Harry, aunque son cogidos por Snape, pero finalmente son enviados, como castigo, al Bosque Prohibido (todo esto es contado a Harry, Ron y Hermione por Nigellias Phineas en Las reliquias de la Muerte). Ya que Ron está huyendo con Harry y Hermione, Ginny es forzada a esconderse con su familia. Aunque es menor de edad, ella participa en la batalla de Hogwarts a pesar de la desaprobación de sus hermanos y de su madre. Después de la supuesta muerte de Harry, ella, Hermione y Luna luchan contra Bellatrix Lestrange, que casi alcanza a Ginny con el maleficio asesino, enfureciendo a Molly hasta el punto de intervenir y matar a Bellatrix ella misma.
En el epílogo, diecinueve años después de los eventos de Las reliquias de la Muerte, Harry y Ginny están casados y tienen tres hijos; James, Albus y Lily. Rowling profundizó en el futuro de Ginny después de la publicación del libro, diciendo que después de graduarse de Hogwarts, se unió a las Arpías de Holyhead y, después de pasar unos años como una famosa jugadora, se retiró para convertirse en la corresponsal principal de Quidditch en El Profeta, y para comenzar una familia con Harry.

## Impacto cultural

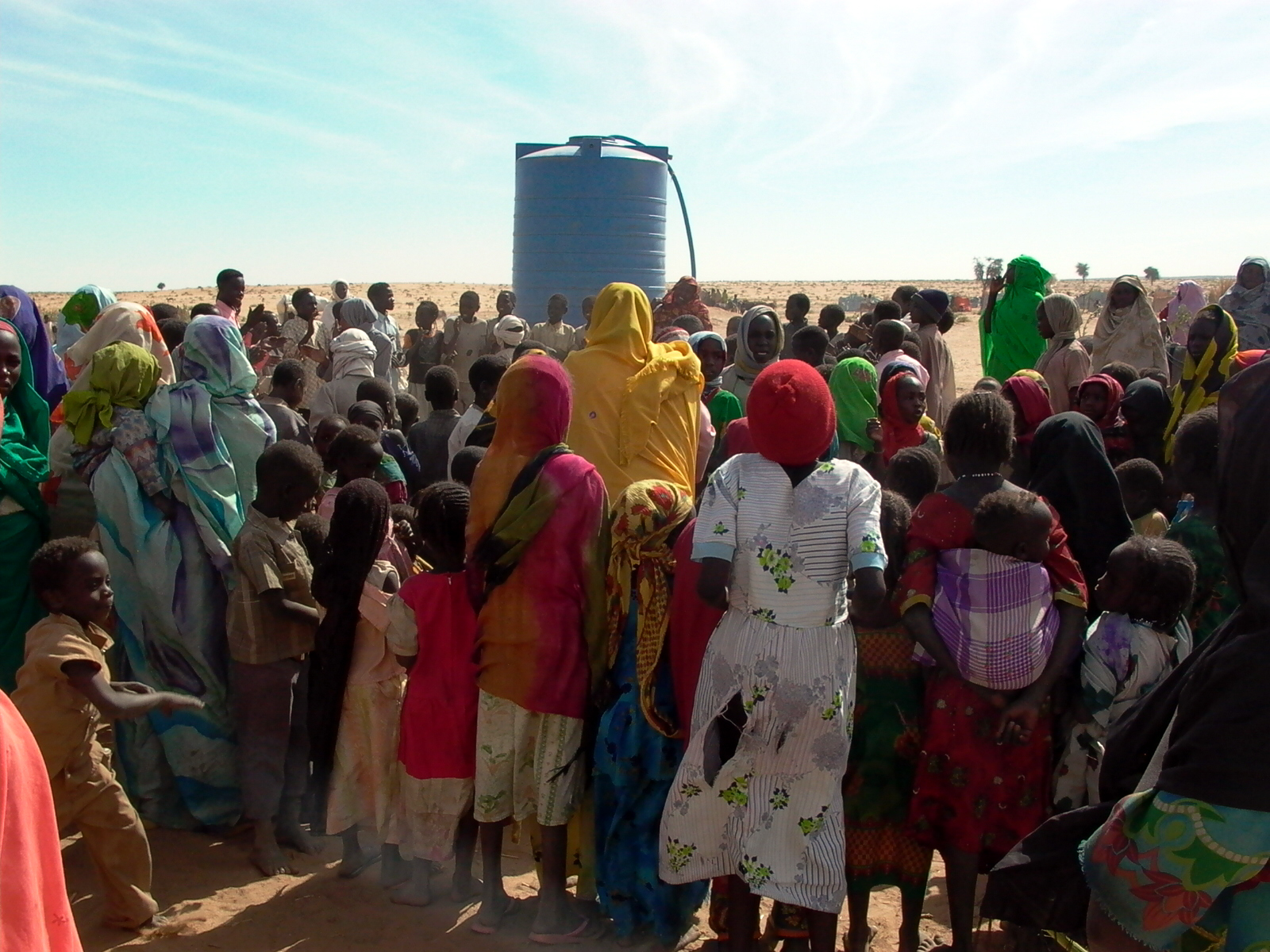
Desplazados internos por el conflicto de Darfur.

En los primeros meses de 2005 se creó una organización real inspirada en el E.D. llamada Harry Potter Alliance, la cual fue fundada por Andrew Slack. La asociación –cuyo lema es «Nuestra única arma es el amor»– fue concebida para movilizar a los fanáticos de la saga a través de diferentes redes sociales de Internet con el objetivo de divulgar, discutir y apoyar diversas causas sociales. Entre las cuestiones que la organización discute y se encarga de combatir figuran el aumento de la pobreza, el sida, el calentamiento global, la discriminación, la supresión de los derechos civiles, la tortura y el totalitarismo, todas ellas aludidas de forma directa o indirecta en la heptalogía. Por ese motivo la organización sostiene que el universo Potter y el real no son tan distintos.
Una de las causas más resonantes que trató la Harry Potter Alliance fue la situación en Darfur, una región de Sudán que desde 2003 se halla sumida en un conflicto armado y humanitario. A la cruzada de la organización se sumaron los portales de Internet The Leaky Cauldron, MuggleNet y la Wizarding Rock Community. Andrew Slack remarcó la importancia de dicha situación por sus escalofriantes paralelismos con la serie Potter:

"Ya que el Ministerio de Magia y El Profeta (la principal fuente de información en la comunidad mágica) niegan que Voldemort haya regresado, Harry y su grupo clandestino de rebeldes, el Ejército de Dumbledore, trabaja en conjunto con la Orden del Fénix para concientizar al mundo. La Alianza busca convertirse en el Ejército de Dumbledore del mundo real, trabajando con organizaciones anti-genocidas como Fidelity Out of Sudan y Genocide Intervention Network para hacer que nuestros gobiernos, corporaciones y medios se den cuenta de que «nunca más» significa «nunca más»".

Según afirmó la revista Time, la organización STAND –a la que la Harry Potter Alliance apoya– recibió un aumento del 52% en las llamadas a su línea sobre el genocidio gracias a las campañas emprendidas por la asociación de Slack durante 2008. La organización ha llegado a ser aludida incluso en sermones que destacaron el valor de su lucha.
El Ejército de Dumbledore también ha tenido repercusión en las diferentes comunidades web creadas por los fanáticos de la saga. En el sitio HarryLatino, por ejemplo, existe la opción de conformar un Ejército propio así como un juego llamado Club de duelo en el que se puede jugar contra otros usuarios usando los encantamientos que aprendían los miembros del E.D. en la novela.